# 竹田旦
竹田 旦（たけだ あきら、1924年5月20日 - 2021年10月4日）は、日本の比較民俗学者、茨城大学・創価大学名誉教授。日本と朝鮮の比較民俗学を専攻した。

## 来歴
愛知県知多郡に生まれる。東京文理科大学を卒業した。1962年「民俗慣行としての隠居の研究」で東京教育大学から文学博士の学位を取得した。
東京教育大教授、茨城大学教授を務め、1989年に定年退官して、茨城大学名誉教授となる。1990年からは創価大学教授を務め、2000年に特任教授、同名誉教授となる。1977年からは中央大学民俗研究会顧問も務めた。
1964年に「民俗慣行としての隠居の研究」で第3回柳田賞を受賞した。2001年、勲四等旭日小綬章を受章した。
2021年10月4日に死去した。叙従四位。

## 著書

### 単著
- 『文化の発展』向上社〈中学の社会科学習叢書〉、1954年
- 『民俗慣行としての隠居の研究』未来社 1964年
- 『日本の家と村』岩崎美術社〈民俗民芸双書〉、1967年
- 『離島の民俗』岩崎美術社〈民俗民芸双書〉、1968年
- 『「家」をめぐる民俗研究』弘文堂、1970年
- 『木の雁 韓国の人と家』サイエンス社、1983年
- 『兄弟分の民俗』人文書院、1989年
- 『祖霊祭祀と死霊結婚 日韓比較民俗学の試み』人文書院、1990年
- 『祖先崇拝の比較民俗学 日韓両国における祖先祭祀と社会』吉川弘文館、1995年
- 『日韓祖先祭祀の比較研究』第一書房、2000年
- 『東アジアにおける沖縄民俗の地位』沖縄国際大学公開講座委員会〈沖国大ブックレット〉、2000年
- 『東アジアの比較民俗論考 龍宮・家族・村落をめぐって』第一書房、2014年

### 共編著
- 『日本のはなれ島』（山階芳正との共著）青葉書房 〈学級図書館〉、1957年
- 『民俗学関係雑誌文献総覧』国書刊行会、1978年

### 翻訳
- 『韓国の民俗大系 韓国民俗総合調査報告書』全5巻（任東権との共訳）国書刊行会、1988年 - 1992年
- 任東権『大将軍信仰の研究』第一書房、2001年
- 任東権『日本の中の百済文化 師走祭りと鬼室神社を中心に』第一書房、2001年
- 任東権朝鮮通信使と文化伝播 唐子踊り・唐人踊りと祭礼行列を中心に』第一書房、2004年

### 記念論集
- 『民俗学の進展と課題』国書刊行会、1990年

### 監修
- 民俗調査報告書『常民』各号　中央大学民俗研究会編